# Найманская
Найма́нская (также Десыот-Дереси; укр. Найманська балка, крымскотат. Nayman yılğası, Найман йылгъасы) — маловодная балка в юго-западной части Керченского полуострова, длиной 9,0 км, с площадью водосборного бассейна 13,5 км². Относится в группе рек Керченского полуострова. Начало балки находится в незаселённой степи Юго-западной равнины, проходит общим направлением на юго-юго-запад, впадает в Феодосийский залив Чёрного моря в 8 километрах западнее мыса Чауда. Высота устья составляет −0,4 м.
У Найманской 6 безымянных притоков, большая часть русла находится на территории морского полигона Воздушно-космических сил России «Чауда». Название балке дано по существовавшему в ней в XVIII веке селению Найман.